# Горње Неродимље
Горње Неродимље (алб. Nerodime e Epërme) је насељено место у општини Урошевац, на Косову и Метохији. Према попису становништва из 2011. у насељу је живело 1.648 становника.

## Положај
Атар насеља се налази на територији катастарске општине Горње Неродимље површине 1107 ha. Овде се налази Споменик природе „Стабло мунике у селу Горње Неродимље“. Недалеко се налази и Византијска базилика Неродимље.

## Историја
Горње Неродимље је старо и велико село. Први пут се помиње у Грачаничкој повељи српског краља Стефана Уроша Милутина из 1311—1316. године. У Неродимљу се налазио дворац Стефана Дечанског, у коме је 1330. године писана Дечанска хрисовуља. Цар Душан и цар Урош имали су своје дворове у оближњој тврђави Горњи и Доњи Петрич, и одатле су издали многе повеље, писма и друга акта.
У порти неродимљске цркве Светих Арханђела 1321. године је умро краљ Стефан Урош Милутин и одатле је био пренет у своју задужбину — манастир Бањску. У Неродимљу је 1371. године умро и последњи потомак из лозе Немањића — цар Урош. Године 1705. његово тело је пренето у фрушкогорски Манастир Јазак. По турском попису из 1455. године у Неродимљу је било 71 српско домаћинство и два православна попа. У селу се налази неколико храмова и црквишта. Манастир и црква Светих Арханђела потичу из XIV века, а обновљени су 1700. године. До пре 1975. године изнад цркве је расло горостасно стабло црног бора, које је, према предању, својом руком засадио краљ Душан 1336. године. Изнад Горњег Неродимља, у једном засеоку, налази се црква Успења Пресвете Богородице или манастир Светог Уроша. По традицији, манастир је крајем XIV века подигла царица Јелена на гробу свог јединца цара Уроша. Из ове цркве пренете су цареве мошти у Јазак. У селу се још налазе остаци цркве Светог Николе и темељи трију цркава непознатих светитеља.

## Становништво
Према званичним пописима, Горње Неродимље је имало следећи етнички састав становништва:
| Националност | 2011.          | 1981.        |
| Албанци      | 1.638 (99,39%) | 935 (49,58%) |
| Срби         | -              | 686 (36,37%) |
| Роми         | 7 (0,42%)      | -            |
| Црногорци    | -              | 4 (0,21%)    |
| Муслимани    | -              | 1 (0,06%)    |
| остали       | 3 (0,19%)      | 14 (0,74%)   |
| Укупно       | 1.648          | 1.641        |

| Демографија | Демографија | Демографија |
| Година      | Становника  | Становника  |
| ----------- | ----------- | ----------- |
| 1948.       | 845         |             |
| 1953.       | 935         |             |
| 1961.       | 1.219       |             |
| 1971.       | 1.267       |             |
| 1981.       | 1.641       |             |
| 1991.       | 1.886       |             |
| 2011.       | 1.648       |             |